# 12 Stones
12 Stones é uma banda cristã de rock alternativo e post-grunge formada em 2000. Atualmente é composta pelo fundador Paul Mccoy (vocais e composição), Eric Weaver (guitarra), e Sean Dunaway (bateria).
Em entrevista, McCoy esclareceu que o nome da banda é uma referência às doze pedras que os israelitas ergueram depois de cruzar o rio Jordão, mas que também se referia aos doze apóstolos que seguiram a Jesus.

## História
Os integrantes se conheceram em 2000 no subúrbio de Mandeville, ao norte de Nova Orleans, na Luisiana. Mais tarde, fecharam contrato com a primeira gravadora, Wind-Up Records, onde lançaram o primeiro álbum de estúdio que chegou ao público em 2002.
No ano seguinte, McCoy fez uma participação com Amy Lee no single "Bring Me To Life" de Evanescence, recebendo um Grammy por sua performance com a cantora.
Várias canções da banda já apareceram em trilhas sonoras, e programas televisivos. A faixa "My Life", do primeiro álbum, aparece na trilha sonora de The Scorpion King (br: Escorpião Rei). Na mesma época ''Broken'' foi utilizada como tema oficial em WWE Judgment Day. "Photograph" apareceu na trilha sonora de Elektra, e ''Anthem For The Underdog'', do terceiro álbum, aparece em Never Back Down (br: Quebrando Regras).
Em 24 de agosto de 2010, a banda anunciou sua saída da Wind-Up Records após nove anos, declarando: "Sentimos que era hora de mudar. Temos uma visão para essa banda que achamos melhor buscar em outro lugar". 
Meses depois, a banda divulga sua parceria com a Executive Music Group (EMG).
No decorrer de 2011, a banda compartilhou informações sobre o novo álbum, que recebeu inicialmente o título de "Only Human" e teve sua primeira data de lançamento agendada para agosto de 2011. Contudo, devido a mudanças internas na banda, o lançamento foi adiado várias vezes. Mais tarde, o álbum passou por uma remasterização e renomeado. O álbum, então intitulado Beneath the Scars, foi lançado em 22 de maio de 2012.
No início de 2016, assinaram contrato com o selo Cleopatra Records, lançando por essa gravadora, em 14 de julho de 2017, Picture Perfect, o quinto álbum de estúdio. Mais tarde, em 13 de novembro de 2020, foi lançado Smoke and Mirrors – Volume 1, um EP com cinco músicas.

## Membros

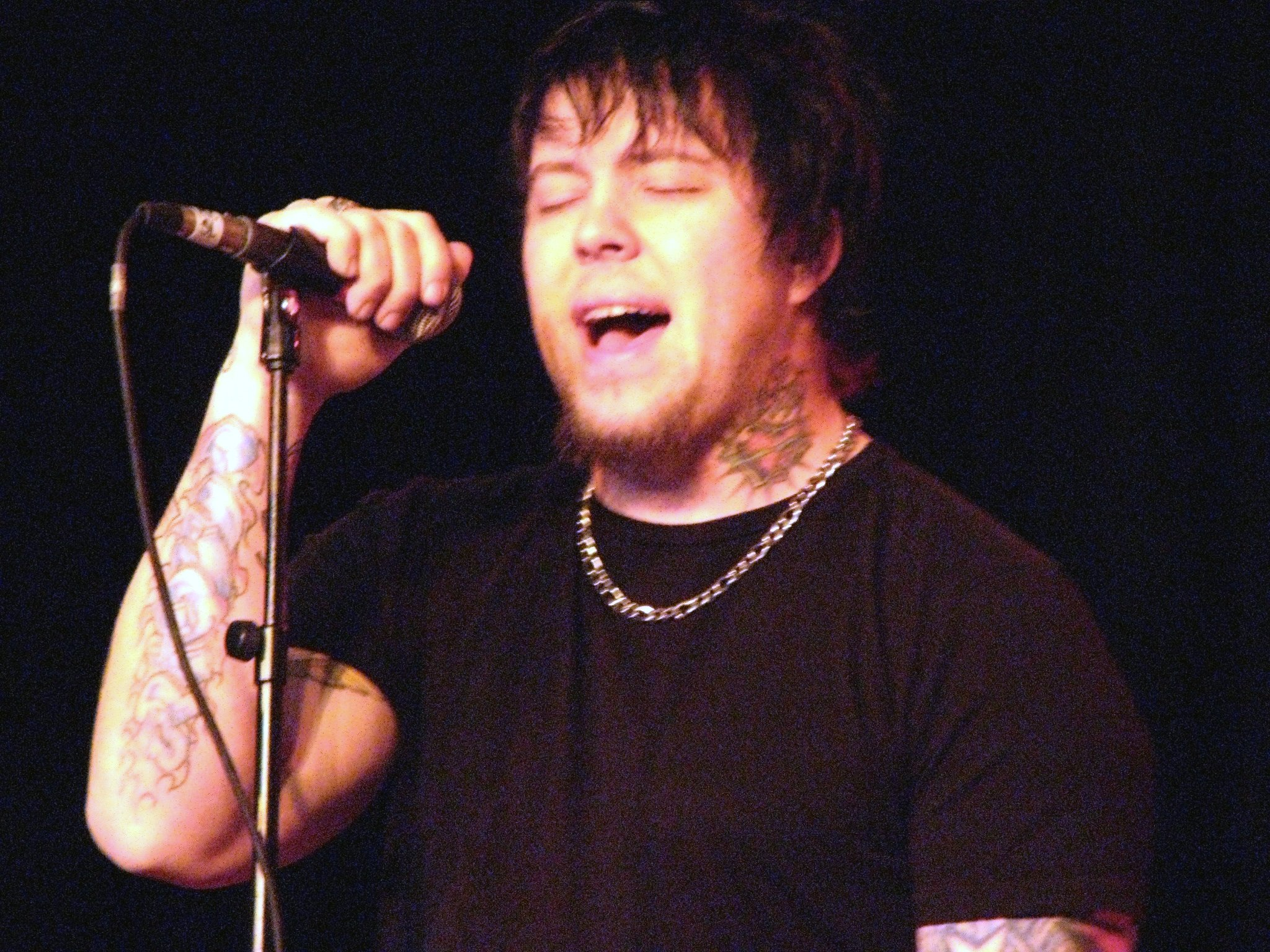
O fundador e vocalista Paul McCoy em 2008

### Formação atual
- Paul McCoy - vocais e composição
- Eric Weaver - guitarra
- Sean Dunaway - bateria

### Membros anteriores
- Kevin Dorr - baixo
- Pat Quave - bateria
- Stephen Poff - guitarra
- Clint Amereno - baixo (somente em turnê)
- Aaron Hill - baixo (somente em turnê)
- Brandon "Squirly" Werrell - guitarra (somente em turnê)
- Greg Trammell - guitarra
- Cash Melville - guitarra
- DJ Stange - baixo

## Discografia

### Álbuns de estúdio
- 12 Stones (2002)
- Potter's Field (2004)
- Anthem for the Underdog (2007)
- Beneath the Scars (2012)
- Picture Perfect (2017)

### EPs
- The Only Easy Day Was Yesterday (EP 2010)
- Smoke And Mirrors Volume 1 (EP 2020)

### Demos
- Unreleased (2000)

### Singles
| Ano  | Música                    | Hot Mains. Rock Tracks | Álbum                           |
| ---- | ------------------------- | ---------------------- | ------------------------------- |
| 2002 | "Broken"                  | —                      | 12 Stones                       |
| 2002 | "The Way I Feel"          | —                      | 12 Stones                       |
| 2002 | "Crash"                   | —                      | 12 Stones                       |
| 2004 | "Far Away"                | 38                     | Potter's Field                  |
| 2004 | "Photograph"              | —                      | Potter's Field                  |
| 2007 | "Lie to Me"               | 24                     | Anthem for the Underdog         |
| 2008 | "Anthem for the Underdog" | 26                     | Anthem for the Underdog         |
| 2008 | "Adrenaline"              | 23                     | Anthem for the Underdog         |
| 2009 | "It Was You"              | —                      | Anthem for the Underdog         |
| 2010 | "We Are One"              | 30                     | The Only Easy Day Was Yesterday |
| 2010 | "Disappear"               | —                      | The Only Easy Day Was Yesterday |
| 2011 | "Bulletproof"             |                        | Beneath the Scars               |
| 2012 | "Worlds Collide"          |                        | Beneath the Scars               |